# Ian Padrón
Ian Padrón, director y guionista cubano. Realizador de innumerables documentales y videoclips. Desde 2021 tiene un canal en YouTube denominado Derecho a Réplica, en el que brinda espacio para el debate con una gran diversidad de cubanos, que residen tanto dentro como fuera de la isla.

## Datos biográficos
Nació el 14 de marzo de 1976 en La Habana, hijo del director Juan Padrón.
Graduado del Instituto Superior de Arte de Cuba, en la Facultad  de Cine, Radio y Televisión.
Desde muy joven colaboró realizando guiones en la revista Zunzún y para la serie de animados Filminutos del Instituto Cubano de Arte e Industria Cinematográficos (ICAIC). En 1997 hace su primer trabajo profesional para el ICAIC, el making-of de Amor Vertical. En el año 2000 produce su corto de ficción Motos,  primera tesis de graduación producida en 35 mm en el Instituto Superior de Arte. Una de sus obras más reconocidas y polémica es Fuera de Liga, primer largometraje documental, el cual aborda la temática del béisbol en Cuba. Ha sido además el director artístico de conciertos y galas de importantes figuras de la cultura cubana (Van Van, Beatriz Márquez y gala por el Premio Nacional de Cine 2007 a Juan Padrón). A partir del 7 de julio de 2010, inició una nueva vertiente de su trabajo con un espacio radial dedicado a las bandas sonoras para audiovisuales, dentro de la emisora Radio Taíno.
Habanastation (2011) es su primer largometraje de ficción.

## Filmografía
1986
- Elpidio Valdés (Guion de Historieta. Revista Zunzún)

1996
- II Encuentro de Realidad Virtual (Guion y Dirección. Spot 30´´)
- Memoria Virtual (Guion y Dirección. Doc. 5´)
- 7 para 1 (Guion y Dirección. Doc. 8´)
- Filminuto 36 (Coguionista. Dibujo Animado, 6', Dir. Jorge Valdés)

1997
- HRL - 19 Festival del Nuevo Cine Latinoamericano (Guion y Dirección. Spot publicitario 0.30´)
- IV Festival IMAGO (Guion y Dirección. Spot 0.30´)
- Napoleón (Guion para Historieta. Revista Arros a Banda. España)
- El making de Amor Vertical (Guion y Dirección. 13´)
- Filminuto 31 (Guion. Dibujo Animado, 6', Dir. Jorge Valdés)
- Tropical Island (Guion y Dirección. Spot publicitario animado. 30´)

1998
- III Encuentro de Realidad Virtual (Guion y Dirección. Spot 0.30´)
- Faja´o con los leones (Guion y Dirección. Doc.)
- La vida es silbar (Asistente de Dirección - Casting. Dir. Fernando Pérez)
- Una pastorela en La Habana Vieja (Director Asistente. Doc.)
- XI Festival Elsinor (Guion y Dirección. Spot 0.30´)
- HRL-2 (Guion y Dirección Spot 0.30', ICAIC )
- Batos, la pelota (Guion para dibujos animados)

1999
- Flores de otro mundo (Casting en Cuba. Dir. Iciar Bollain)
- Concierto de Moneda Dura (Dirección para TV)
- Eso habría que verlo, compay (Guion y Dirección. Doc.)
- Cineclips (Guion. Dir. Juan Padrón, Canal +. España, 1999 - 2001)
- Cuarteto Alter Ego (Doc. promocional, 13', España)

2000
- Elpidio ataca de nuevo (Guion y Dirección. Doc.)
- Motos (Guion y Dirección. Ficc. 20´)
- Con los pies en la tierra (Guion y Dirección. Doc. Egrem)
- Sin Hablar (Guion y Dirección. Videoclip 3:20´)

2001
- Para dormir a un negrito (Guion y Dirección. Videoclip )
- Luis Carbonell: después de tanto tiempo (Doc. 29 min. BETACAM)
- Igual que el niño Valdés (Video Arte 4´. BETACAM)

2002
- Imagen Cuba 3 (Spot publicitario 0:10´. Ministerio del Turismo)
- Imagen Cuba 2 (Spot publicitario 0:20´. Ministerio del Turismo)
- Imagen Cuba I (Spot publicitario 0:30´. Ministerio del Turismo)

2003
- Fuera de Liga (LM. Doc. 70´. DV CAM. ICAIC-TOSTONES)
- Al fin, Amor (Doc. 13´. DV CAM. León Jiménes)
- Nuevo Disco (Spot Carbonell 0:30´. DV CAM. TOSTONES)
- Fin de Fiesta (Videoclip Buena Fe 4´. DV CAM. EGREM)
- Soñar en Azul (Videoclip Buena Fe 4´. DV CAM. EGREM)
- Más Vampiros en La Habana (Colaboración en el Guion)

2004
- Mack the Knife (Videoclip Ernán López-Nussa 4´. DV CAM. ABDALA)
- Por un futuro mejor (Doc. 13´. DV CAM. SAVE THE CHILDREN)
- Entre las dos Américas (Videoclip Los Papines 3´. DV CAM. EGREM)
- El noticiero de mi vida (Video Arte 5´. DV CAM )
- No te rías que esto es serio (Video Arte 5´. DV CAM )

2005
- Se rompieron los termómetros (Videoclip Manolito Simonet y Bamboleo. BIS Music)
- Knock Out (DVD Bamboleo y Manolito Simonet. 70´. BIS Music)
- Ángeles de paso (Videoclip Ernán López-Nussa. 4´. DV CAM. ABDALA)
- Pariente del campo (Videoclip Adalberto y su Son. 4´. DVCAM. BIS MUSIC)
- Chapeando (Videoclip Juan Formell y los Van Van. 4´. DV CAM. ABDALA)
- Violencia familiar (Spot Animado 0:30´. DV CAM. SAVE THE CHILDREN)
- Sensemayá (Videoclip Luis Carbonell 3´. DV CAM)

2006
- En la aldea (Videoclip Vocal Sampling. 4´. DV CAM)
- Apretaíto pero relaja´o (Videoclip Vocal Sampling. 4´. DV CAM)
- Das más (Videoclip Buena Fe. 4´. DV CAM)
- Sigo cayendo (Videoclip Buena Fe. 4´. DV CAM)
- Anda, ven y quiéreme (Videoclip Van Van. 4´. DV CAM. Producciones ABDALA)
- En la luna de Valencia (Videoclip Diego Gutiérrez. 4´. DV CAM. ABDALA)

2007
- A prueba de bala (Reportaje Tres de La Habana 11', DV CAM, BASA)
- PLAN B (Dale dos) (Videoclip Los Van Van, 4', DV CAM, EGREM-ABDALA)
- Estoy Enamorado (Videoclip Tres de La Habana, 4' DV CAM, EGREM-BASA)
- 7909 - Barcelona Futbol Club (Doc. Estrella Damm, 27', DV CAM, ALBIÑANA FILMS)
- Hotel California (Videoclip. Vocal Sampling. 5’ DVCAM)
- Aquí el que baila gana (el concierto) (DVD Van Van. 140´. DV CAM. ABDALA)
- No te pases de la raya (Videoclip. Grupo 3 de La Habana. 4´. DVCAM. EGREM)

2008
- Fuera de liga (Doc. Productora: ICAIC  Tostones Pitchors)
- Aquí el que baila gana (el documental) (DVD Los Van Van. 90 min. DVCAM, Abdala)
- Ernán López Nussa Trío (DVD Ernán López-Nussa 90 min. DV CAM, Colibrí)

2009
- Adivina (Videoclip. Yesey. 3 min. High Definition)
- Catalejo (Videoclip Buena Fe. 4 min. High Definition)
- Si ella me faltara (Videoclip Elaine. 4 min.High Definition)
- Lascia chi´o pianga (Videoclip Elaine. 4 min. High Definition)
- Ne me quittes pas (Videoclip Elaine. 4 min. High Definition)
- Ne me quittes pas 2 (Videoclip Elaine. 4 min. High Definition)
- Una palabra (Videoclip Elaine. 4 min. High Definition)
- Sombras en la pared (Videoclip Elaine. 4 min. High Definition)
- Buena Fe LIVE (DVD Concierto. 120 min  HDV. EGREM)
- Eso que anda (Doc. 75 min. DVCAM. ABDALA)
- Los elefantes (Videoclip. Liuba Ma. Hevia. 4 min. HDV. Bis MUSIC)
- Van Van 40 (Concierto 40 años. 180 min. HDV. ABDALA)
- Elaine Habanecer (Concierto. 120 min. High Definition. Habanece)
- Espontáneamente (Concierto. 90 min. HDV. Unicornio)

2011
- Habanastation (Director. Largometraje de ficción)

## Premios y reconocimientos
Ángeles de paso
- Nominación al Mejor Videoclip Música Instrumental, Premios Lucas, 2006

Apretaíto pero relajáo
- Premio Lucas al mejor videoclip de música tradicional. La Habana, 2006
- Nominación al mejor videoclip. Premio Cubadisco, 2007

Buena Fe LIVE
- Premio Mejor Documental. Feria Internacional Cubadisco. Cuba. 2010.

Cada país
- Nominación al mejor Videoclip. Cubadisco 2009.

Catalejo
- Nominación al Mejor Video Pop. Premios Lucas. Cuba. 2009.
- Nominación al Video Más Popular del año. Premios Lucas. Cuba. 2009.

Chapeando
- Premio Lucas Mejor Videoclip de una Agrupación. La Habana, 2005.
- Premio Lucas Mejor Videoclip Música Popular Bailable. La Habana, 2005.
- Nominación Mejor Video del año. Premios Lucas. 2005.
- Nominación Video Más Popular del año. Premios Lucas. 2005.
- Nominación Mejor Animación. Premios Lucas. 2005.
- Nominación Mejor Director. Premios Lucas. 2005.
- Nominación Mejor Efectos Especiales. Premios Lucas. 2005.

DVD Aquí el que baila gana
- Gran Premio Cubadisco. Cubadisco 2009.
- Mejor Testimonio. Cubadisco 2009.
- Mejor CD-DVD. Cubadisco 2009.
- Mejor Concierto Audiovisual. Cubadisco 2009.

El Making de Amor Vertical
- Mención Especial Edición. Cine Plaza, 1997.
- Mención Especial del Jurado. Imago, 1997.
- Mejor Promocional. Festival El Almacén de la imagen, Camagüey,1997.

En la Luna de Valencia
- Premio al Mejor Videoclip, Premios Cubadisco, 2007

Entre las Dos Américas
- Premio Lucas Mejor Videoclip Música Tradicional. La Habana, 2004.
- Nominación Mejor Videoclip. CUBADISCO, 2005.

Eso habría que verlo, compay
- Premio Caracol de OPJM. Caracol, 1999.
- 1.ª Mención Documentales. 21 Festival Internacional del Nuevo Cine Latinoamericano de La Habana, 1999.
- Mención especial del jurado Cine Plaza, 2000.
- Premio Hurón Azul. II Festival Internacional de Documentales Santiago Álvarez in memoriam, 2001.

Eso que anda
- Premio Especial del Jurado. Muestra de Nuevos Realizadores. Cuba, 2010.
- 1.er Premio Mejor Documental. Festival Internacional de Documentales Santiago Álvarez in Memoriam. Cuba, 2010.
- Premio Mejor Diseño Sonoro. Festival Internacional de Documentales Santiago Álvarez in Memoriam. Cuba, 2010.
- Premio Centro Matamoros. Festival Internacional de Documentales Santiago Álvarez in Memoriam. Cuba, 2010.
- Premio Elvira Cape. F Festival Internacional de Documentales Santiago Álvarez in Memoriam. Cuba, 2010.
- Premio Mejor Documental. Feria Internacional Cubadisco. Cuba. 2010.
- Selección Oficial Havana Film Festival New York. Estados Unidos. 2010.
- Selección Oficial Festival Latino de Chicago. 2010.

Faja´o con los leones
- Gran Premio Luces de la Ciudad. Festival El Almacén de la imagen, Camagüey, 1999.

Fuera de liga
- Premio a la mejor película. 3.er Festival Anual de Cine. National Baseball Hall of Fame and Museum, Cooperstown, New York, 2008.
- Mejor documental de Cuba en el 2008. Asociación Cubana de la Prensa Cinematográfica. 2008.
- Gran Premio Caracol para obra no dramatizada. Concurso Caracol UNEAC. 2008.
- Premio Catedral de SIGNIS para Cine. Concurso Caracol UNEAC. 2008.
- Mención de Honor. Festival SPORTCINE de Milán, Italia. 2008.
- Premio del Público en Documental. 30 Festival internacional del Nuevo Cine Latinoamericano. 2008.
- Premio Especial del Jurado. Muestra de Nuevos Realizadores. La Habana, Cuba, 2009.
- Mención Especial. Festival Internacional del Cine Pobre de Humberto Solás. Gibara, Cuba. 2009.
- Selección oficial Festival Internacional de Cine de Gotemburgo. Suecia. 2008.
- Selección oficial Havana Film Festival New York. USA. 2008.
- Selección oficial Festival de Animación y Documentales de Leipzig. Alemania. 2008.
- Selección oficial Festival de Cine Latino de Londres. Reino Unido. 2008.
- Selección oficial Festival Latino de Buenos Aires. Argentina. 2008.
- Selección oficial Festival Internacional de Sao Paulo. Brasil. 2008.
- Selección oficial Festival de las Libertades de Bruselas. Bélgica. 2008.
- Selección oficial Festival Iberoamericano de Huelva, Sección Mejores Docs. Iberoamérica. 2008.

Hotel California
- Premio al Mejor Videoclip Balada Pop-Rock. Premios Lucas, 2007
- Nominación al Mejor Videoclip del año. Premios Lucas, 2007
- Nominación al Mejor Videoclip Agrupación. Premios Lucas, 2007
- Nominación al Mejor Videoclip del año. Premios Lucas. 2007.
- Nominación al Mejor Videoclip Agrupación Premios Lucas. 2007.

Knok-out
- Nominación al mejor DVD, Premios Cubadisco, 2007

Lascia Chi´o pianga
- Nominación al Mejor Video Canción. Premios Lucas. Cuba. 2009.

Luis Carbonell: después de tanto tiempo
- Seleccionado por la crítica cubana como documental significativo exhibido en Cuba en el 2001.
- Premio Cultura Comunitaria Festival Internacional del Nuevo Cine Latinoamericano, 2001.
- Premio Revista Revolución y Cultura Festival Internacional del Nuevo Cine Latinoamericano, 2001.
- Premio al Mejor Documental Festival Cine Plaza, 2002.
- Premio Pablo de la Torriente Brau Festival Cine Plaza, 2002.
- Premio Caracol (Mejor Dirección Documental) Festival Caracol, 2002.
- Selección oficial. Festival Internacional de Cine de Cartagena, 2002
- Selección oficial. II Muestra de Jóvenes Realizadores La Habana, 2003

Mack the Knife
- Premio Lucas Mejor Videoclip Música Instrumental. La Habana, 2005.

Motos
- Premio AHS. Concurso Caracol (UNEAC), 2000.
- Segundo Premio del Público. Festival Internacional de Cortometrajes, Sao Paulo, 2000.
- Selección Oficial en el Festival Internacional de Cortometrajes de Bilbao, 2000.
- Selección Oficial en la I Muestra Nacional de Nuevos Realizadores, 2000.
- Selección Oficial en el Festival del Nuevo Cine Latinoamericano de La Habana, 2000.
- Selección Oficial en el Festival Iberoamericano de Cortometrajes de Huesca, 2001.
- Selección Oficial en el Festival Internacional de Cortometrajes de Algarve, 2001.
- Selección Oficial en el Festival Latino de Toulousse, 2001.
- Selección Oficial en el Festival de La Habana en New York, 2002.

No te pases de la raya
- Nominación al Mejor Videoclip Agrupación, Nominación al Mejor Videoclip Reguetón. Premios Lucas, 2007

Sigo cayendo
- Nominación al Mejor Videoclip; Más Popular, Premios Lucas, 2006

Sin Hablar
- Premio Lucas Mejor Videoclip Novel. Premios Lucas, 2000.